# Early dancehall
L'early dancehall è un sottogenere della musica reggae, e in particolare del dancehall reggae. Esso rappresenta nello specifico la prima forma di dancehall, nata e sviluppata nel periodo tra il 1979 e il 1985, in cui la base musicale era sempre suonata da musicisti, e basata su rivisitazioni modificate di vecchi riddim Rocksteady, o in genere della prima epoca reggae, suonate da una backing band. Infatti le due principali backing band che suonavano le basi strumentali per la maggior parte degli artisti early dancehall erano la the High Times Band e soprattutto i the Roots Radics, ritenute responsabili della creazione del primo sound dancehall reggae. L'Early dancehall si distingue inoltre dalla dancehall digitale, il raggamuffin, sorto dal 1985, in cui le basi sono sempre sintetizzate.
Come le altre forme di musica Dancehall, questa si divide in due varianti:
- la Dancehall dei cantanti tradizionali, tra i quali Barrington Levy, Sugar Minott, Don Carlos, Al Campbell, Frankie Paul.
- la Dancehall dei Disc jockey, chiamata Rub-a-dub, la quale prevede lo stile di canto parlato, il Toasting, ereditato dallo stile Dj style. Alcuni dj Early dancehall sono Yellowman, Eek-A-Mouse, Ranking Joe, Josey Wales, Charlie Chaplin.

La fase Early dancehall portò anche una nuova ondata di produttori: Henry "Junjo" Lawes è considerato uno dei padri della prima Dancehall, collaborando con svariati artisti tra cui spicca Barrington Levy, riconosciuto come il primo artista Dancehall. Ma oltre a Lawes, emersero Linval Thompson, Gussie Clarke, Jah Thomas e alcuni altri, i quali furono i successori degli storici produttori degli anni settanta che guidarono l'epoca Roots reggae.

## Storia

### Origini
Nei tardi anni settanta il sound reggae più diffuso era lo stile rockers, introdotto attorno alla metà del decennio dalla famosa coppia di session player Sly Dunbar e Robbie Shakespeare (Sly & Robbie), assieme ai The Revolutionaries, la loro band di supporto. Era uno stile ritmico introdotto nel roots reggae e nel dub del periodo, in cui spiccava la tecnica strumentale del batterista Dunbar (come di altri che lo imitarono) ed una forte presenza di elementi provenienti dal funk americano. Il complesso stile rockers dominò la scena musicale giamaicana a partire circa dal 1976 fino ai tardi anni settanta. Ma Sly & Robbie interruppero la loro attività per dar vita alla loro nuova etichetta discografica, la Taxi Records. Infatti quando i due abbandonarono la band per fondare la label, i Revolutionaries si evolsero nei Roots Radics. Questa nuova incarnazione, guidata dal bassista Flabba Holt ed il batterista Style Scott, registrò qualche nuovo dubplate per il produttore Henry "Junjo" Lawes suonando come backing band per l'allora sconosciuto Barrington Levy, introducendo nuove sonorità. Durante queste sessioni venne prodotto un sound più semplice, duro e profondo rispetto allo stile rockers, con più attenzione per il groove a scapito della tecnica. Dalla collaborazione con Henry "Junjo" Lawes i the Roots Radics diedero alla luce alcuni dei primi esempi di dancehall reggae, attraverso cui introdussero lo stesso Levy, ma anche altri artisti successivi come Frankie Paul, e Junior Reid, rendendoli delle star. Molte di queste tracce, che infine apparvero proprio sul disco di debutto di Barrington Levy, erano dei vecchi riddim e brani rivisitati, nel quale vennero esclusi alcuni elementi per far risaltare le linee di basso e il duro attacco di batteria. Lo stile di canto di Levy era diverso dagli altri, e non era mai stato sentito prima nel reggae.

### La nascita
La nascita dell'era dancehall reggae può essere più precisamente riconosciuta nel periodo d'esordio di Barrington Levy (poi soprannominato "Black Canary") alla fine degli anni settanta, ed il suo album di debutto, Bounty Hunter (1979), è indicato da molti come il primo album dancehall. L'artista iniziò a dedicarsi a tematiche consapevoli, canzoni romantiche e brani rivolti al pubblico delle dancehall. I primi due dischi dell'artista, Bounty Hunter (Jah Life, 1979) e Shine Eye Gal (Burning Sounds, 1979) furono realizzati nello stesso periodo anche negli Stati Uniti e nel Regno Unito, e questi, come anche i relativi singoli estratti, iniziarono a caratterizzare il suono del nuovo reggae.
Poco dopo il periodo in cui Levy, Lawes e i the Roots Radics stavano rivoluzionando il sound Reggae, emergeva anche Sugar Minott, in coppia con il produttore Clement "Coxsone" Dodd. Con alcuni brani come "Oh Mr. DC" e "Vanity", Minott e Dodd ripresero i vecchi riddim dell'epoca d'oro degli Studio One, ma allo stesso tempo resero il suono più moderno e contemporaneo. Lo stile dancehall nacque quindi nel 1979 e si sviluppò fortemente durante i primi anni ottanta, con linee di basso che divennero più marcate, giri di batteria più duri e semplici, e dove spesso venivano riproposti i vecchi riddim storici della prima epoca reggae: questi artisti incidevano le loro parti vocali su vecchie basi Rocksteady degli anni sessanta. Altri cantanti che emersero nell'era Early dancehall divenendo delle grandi star furono Don Carlos, Al Campbell, Triston Palmer, Junior Reid, Frankie Paul, molti dei quali erano già attivi come artisti Roots alla fine degli anni settanta; ed anche artisti storici delle generazioni passate come Gregory Isaacs, Bunny Wailer, e Delroy Wilson, si adattarono con successo al nuovo stile. La Dancehall portò anche ad una nuova era di produttori: Junjo Lawes, Linval Thompson, Gussie Clarke, e Jah Thomas furono i successori degli storici produttori degli anni settanta.

### Early dancehall e dj toasting: il rub-a-dub
All'interno dell'emergente scena dancehall della prima era si facevano strada anche nuove generazioni di deejay, i quali praticavano il toasting ereditato dallo stile dj style di U-Roy invece di cantare. Una parte della dancehall venne in questo modo contaminata dal dj style, uno stile di musica reggae suonata dai dj in cui venivano incise o improvvisate delle parti parlate sopra i riddim originali. Questa tradizione, sviluppata sin dai tardi anni sessanta, era rappresentata appunto da artisti come U-Roy e Big Youth, e risultò inoltre il predecessore e maggior ispiratore della musica rap statunitense. Infatti, proprio sulla scia del vecchio dj style, il sound dancehall venne adottato anche dai sound system, i quali diedero inizio a questa nuova ondata di dj. Dal momento che il dancehall reggae era uno stile risuonato sulla base di vecchi riddim, i dj ora avevano trovato un genere per poter dare sfogo alla loro arte, visto che già nell'epoca dj style questi artisti improvvisavano i loro toasting su basi già esistenti.
I dj, più di ogni altro artista nelle dancehall, rappresentarono i cambiamenti che stavano avvenendo nella cultura popolare giamaicana. L'innovazione più importante fu data dal fatto che le versioni dei dj divennero essenziali nella musica giamaicana. Queste registrazioni cominciarono a venire fortemente diffuse in grandi quantità come mai era stato prima, superando spesso le copie dei 45 giri dei cantanti, molti dei quali iniziarono a venire visti come fuori moda se paragonati agli emergenti deejay, la quale arte spontanea e interattiva, poteva essere vista come la forma di espressione musicale più democratica e populista immaginabile. Una circostanza analoga poteva essere ritrovata già nella fine degli anni sessanta, quando il primo dj style divenne maggiormente popolare all'interno del pubblico delle dancehall, mentre negli anni settanta, in alcuni casi addirittura più popolare del roots reggae delle star internazionali.
L'early dancehall dei dj venne nominata rub-a-dub, e alcuni riconoscono gli iniziatori di questa variante nel duo formato da Michigan & Smiley - Papa Michigan (Anthony Fairclough) e General Smiley (Erroll Bennett) - i quali furono tra i primi dj a presentarsi in coppia. Il duo registrò un disco dal titolo di Rub-A-Dub Style nel 1979 con la collaborazione del noto produttore Clement "Coxsone" Dodd ottenendo subito un grande successo, in particolare con i brani "Rub A Dub Style" e "Nice Up the Dance" trasmessi ovunque nel circuito delle dancehall. Il brano omonimo che diede il nome al nuovo genere, era costruito, in piena tradizione dj style ed early dancehall, su una base del vecchio classico rocksteady di Alton Ellis "I'm Just a Guy" (1967), e scalò presto le classifiche giamaicane. In realtà, più o meno in contemporanea con l'esordio di Michigan & Smiley, molti dei dj degli ultimi anni settanta, come Ranking Joe, Clint Eastwood, Lone Ranger, General Echo, Ranking Trevor, Prince Mohammed, Ranking Dread, Prince Far I, Jah Thomas, fecero da ponte tra l'era dj style, e l'era early dancehall dei dj. Si può dire che svariati esponenti del dj style degli anni settanta inizieranno ad adottare la sonorità dancehall nel decennio successivo; perfino il padrino del dj style, U-Roy, così come I-Roy, U-Brown, Dillinger e Trinity.
I vecchi toaster dell'era dj style vennero soppiantati da nuove star come Captain Sinbad, Ranking Joe, Clint Eastwood, Lone Ranger, Josey Wales, Charlie Chaplin, General Echo, e Yellowman. Questo cambiamento venne riflettuto anche nella raccolta prodotta da Junjo Lawes A Whole New Generation of DJs del 1981, dove molti artisti presero diretta ispirazione da U-Roy. Durante i primi anni ottanta questi dj iniziarono quasi a diventare più popolari dei cantanti tradizionali, spesso incidendo le loro parti vocali sui nuovi riddim prima dei cantanti stessi. Due dei più grandi dj della prima era dancehall furono Yellowman e Eek-a-Mouse, che scelsero l'umorismo piuttosto che la violenza, diventando delle grandi star. Yellowman inoltre fu il primo dj giamaicano a firmare per una major americana, e in Giamaica riuscì ad ottenere un livello di popolarità tale da tener testa a Bob Marley. Durante la prima metà del decennio si assiste anche all'esordio di dj donne, con Lady Saw, Sister Nancy, e Shelly Thunder.

### Le tematiche controverse e le cause
Con la vittoria decisiva di Edward Seaga ed il suo Partito Laburista Giamaicano alle elezioni nazionali del 1980, sconvolta da una guerra civile violenta a sfondo politico che provocò la morte di più di 800 persone, la società giamaicana subì una transizione dal socialismo democratico di Michael Manley ed il suo People's National Party, ad una nuova epoca di neoliberismo del mercato libero. Durante questa fase, la scena musicale giamaicana subì un mutamento drammatico, allontanandosi dal dominio morale dei Rasta e del Roots reggae, che i Rasta resero popolare a livello internazionale. Il pubblico delle dancehall di conseguenza cominciò a sostenere un nuovo stile di reggae che celebrava il consumismo, la sessualità, le armi, la malavita e lo svago. In altre parole, questa fase segnò uno spostamento dal confronto militante ed il sogno di un paradiso in Africa, verso la ricerca del maggior benessere possibile "qui e ora", ovvero nelle dancehall.
Si dice che il genere iniziò a prendere piede nelle dancehall quando la gente cominciò a dimostrare un interesse verso qualcosa di diverso dalle solite tematiche religiose del roots reggae. Temi come le ingiustizie sociali, rimpatrio, e rastafarianesimo vennero soppiantati da danza, violenza e sessismo esplicito. Non fu un caso che critici musicali reggae, specialmente quelli esteri, erano tutti unanimi nel condannare lo stile dancehall reggae, questo perché i pezzi più famosi di questo genere, non erano legati alla spiritualità e consapevolezza Rasta tipici del roots, che molti americani ed europei amavano ed ammiravano.
Il genere prese il nome dalla dancehall, un grande spazio al chiuso o all'aperto (equivalente di Discoteca) dove la gente si ritrovava per ballare la musica in Giamaica, e pare chiaro che gli venne attribuito questo nome anche per simboleggiare il distacco dall'impegno sociale-religioso, ma più un'attinenza con il ballo, lo svago e il divertimento. I sound system locali iniziarono a sperimentare un nuovo suono più semplice, più pop, nelle liriche meno politico, e meno rastafariano.
Sorge quindi spontaneo domandarsi perché gli anni ottanta diedero inizio ad una nuova epoca in cui la musica reggae enfatizzava il materialismo, l'edonismo e la delinquenza. Perché il reggae, con i suoi profondi messaggi di antirazzismo, protesta politica e spiritualità, diede il via libera alla volgarità, alla pornografia, l'omofobia, la misoginia e l'ipermascolinità? In alcuni studi condotti da studiosi e giornalisti, si cercò di descrivere la nascita dello stile dancehall ma non vennero condotte ricerche approfondite per trovare il motivo per cui il pubblico delle dancehall si orientò su questo nuovo genere, e quali forze politiche, economiche e culturali spinsero a questo cambiamento così distante dal roots reggae. 
Piuttosto, la popolarità dei dj e del loro Slackness (volgarità) venne attribuita al loro cattivo gusto, mancanza di originalità, e all'avidità dei nuovi produttori, che si dimostrarono disinteressati verso la creatività dei loro precursori degli anni sessanta e settanta. I motivi per questo cambio di rotta sono un po' più complessi, ma si sostiene che venne provocato in gran parte per via dell'avvento di Edward Seaga ed il suo partito neo-liberale, assieme alla morte di Bob Marley nel 1981, all'avidità dei nuovi produttori, e la scarsità di talento ed originalità delle nuove generazioni di artisti. La causa di questo cambiamento non può essere attribuita ad uno solo di questi eventi, ma all'insieme degli stessi.
In realtà, questa innovazione fu il risultato di una mescolanza tra alcune novità ed altri fattori già noti nelle dancehall (come i dj e lo Slackness), i quali diedero vita ad una nuova visione della musica reggae negli anni ottanta. Ad esempio, bisogna considerare quali forze, come la competizione tra gli artisti delle nuove e le vecchie generazioni ormai già affermate, portarono all'esplosione dello stile dancehall reggae dopo il 1981. È importante sottolineare come il movimento dancehall giocò un ruolo determinante in questo processo. Tramite il linguaggio del dancehall reggae e nel contesto sociale delle dancehall, le classi più povere risposero con l'intenzione di cambiare la realtà politica ed economica. Ad esempio, i ceti bassi erano portati a scegliere l'elezione di Seaga ed abbracciare l'ideologia del consumismo capitalista, e la musica dancheall era il principale veicolo per diffondere questo pensiero.
Bisogna precisare però che lo slackness (termine che indica le tematiche volgari e oscene nel reggae, e in genere nella musica caraibica) interessava più i dj che i cantanti. Anche se nell'ambito giornalistico e della storia musicale si tende a sottolineare una separazione netta e un antagonismo tra roots e dancehall reggae, queste due realtà non potevano essere realmente separate. Molti dei primi cantanti dancehall infatti avevano esordito nei tardi anni settanta come artisti roots reggae, tra cui Sugar Minott, Al Campbell, Beres Hammond, Johnny Osbourne, Michael Prophet, Cornell Campbell e Don Carlos; lo stesso Barrington Levy (il pioniere della dancehall), come molti altri, si era dimostrato molto legato ai temi consapevoli e romantici, ed addirittura storici cantanti roots reggae degli anni settanta come Gregory Isaacs, Bunny Wailer e Freddie McGregor non ebbero problemi a sperimentare il suono dancehall durante l'epoca d'oro. Pertanto non si può parlare di un reale e unanime antagonismo tra roots e dancehall, ma di una tendenza o un tema dominante relativo solo ad una parte della scena dancehall inizialmente sostenuta soprattutto da una parte dei dj. Se si analizza il passato di alcuni dei primi dj dancehall, si scopre che molti di questi avevano anch'essi esordito durante la seconda metà degli anni settanta all'interno del panorama dj style, genere che durante questo decennio era spesso associato al roots reggae.

### Dancehall digitale: Raggamuffin
L'Early dancehall subì un declino a partire dalla metà degli anni ottanta, quando cominciò a sorgere la nuova dancehall digitale, che prese il nome di Raggamuffin. Poco prima dell'effettiva nascita e sviluppo del raggamuffin (1985), diversi artisti iniziarono a sperimentare l'introduzione di ritmi elettronici (qualcuno già nel 1984), dando un chiaro segnale del cambiamento radicale che stava subendo la musica dancehall: Sugar Minott ("Herbman Hustling", "Rub a Dub Sound" - 1984), Johnny Osbourne ("One Rub a Dub for the Road" - 1985), Frankie Paul ("Get Flat" - 1985), e la famosa coppia di turnisti Sly & Robbie, avevano iniziato a tentare l'introduzione di un sound pesantemente influenzato dall'elettronica. Anche molti produttori iniziarono ad evolversi passando dalla registrazione analogica a quella digitale. La rivoluzione nella tecnologia della musica digitale favorì l'introduzione di nuove sperimentazioni e sonorità, che iniziarono ad essere adottate da produttori ed etichette.
Fu il celebre brano prodotto da King Jammy "Under Me Sleng Teng" (1985), cantato da Wayne Smith, che divenne uno dei singoli più importanti del periodo. Questo pezzo era stato costruito attorno ad un ritmo che poi si scoprì era stato pre-programmato su una tastiera della Casio (Casio MT-40), e venne riconosciuto come il primo brano reggae dai ritmi elettronici, o raggamuffin. Ovviamente, molti degli artisti Early dancehall si convertirono a questa nuova sonorità, tra cui cantanti come Barrington Levy, Little John, Cocoa Tea, Frankie Paul; e dj tra i quali Yellowman, Josey Wales, Lone Ranger, Eek-A-Mouse e Brigadier Jerry.
I costi relativamente bassi nel comporre ritmi sintetizzati, grazie anche al fatto di non dover più pagare i diritti per riprendere vecchi riddim, permisero al ragga di divenire la musica favorita per molti produttori giamaicani, che riuscivano a pubblicare migliaia di singoli all'anno. L'utilizzo di ritmiche digitali inoltre ravvivò il genere, dato che da ora i produttori avevano a disposizione più fonti sonore sperimentando nuovi ritmi, invece di adoperare le vecchie basi rocksteady come nella prima dancehall.

## Significato
Quando si parla di (early) dancehall reggae, si intende prima di tutto una forma di reggae costruita su vecchie basi rocksteady e della prima epoca reggae rivisitate, con sonorità più semplici, dure e profonde rispetto allo stile rockers, con più attenzione per il groove a scapito della tecnica strumentale. La nuova musica dancehall reggae era caratterizzata infatti da sonorità più grezze ed essenziali, e riproponeva vecchi riddim risuonati e rielaborati da una backing band, nel quale venivano però esclusi alcuni elementi sonori al fine di impoverire il suono e far risaltare le linee di basso e il duro attacco di batteria, e in definitiva rendendo la melodia più moderna e contemporanea. Inoltre, essendo concepita come musica da ballare, la dancehall dava meno risalto alle tematiche socio-politiche e religiose tipiche del roots reggae, genere che dominò durante tutti gli anni settanta. Temi come le ingiustizie sociali, rimpatrio, e rastafarianesimo vennero soppiantati da tematiche più frivole. Ciò che infatti contraddistingueva parte del dancehall reggae dal resto della scena a livello lirico, erano le tematiche a volte più superficiali politicamente scorrette (il cosiddetto "slackness"). In realtà questi aspetti lirici verranno maggiormente accennate con all'interno delle forme di dancehall/raggamuffin più recenti, soprattutto a partire dai primi anni novanta all'interno del sottogenere hardcore ragga. Come già detto, non tutta la scena dancehall reggae adottava lo slackness come forma d'espressione, dato che molti cantanti erano vicini al Rastafarianesimo. Non a caso, svariati artisti roots reggae degli anni settanta iniziarono ad incidere album in stile dancehall nella prima metà del nuovo decennio per adattarsi alle tendenze contemporanee: Bunny Wailer, Dennis Brown, Junior Murvin, Gregory Isaacs, Eric Donaldson, Max Romeo, Horace Andy, Delroy Wilson, Don Carlos, Cornell Campbell sono solo alcuni esempi. Molti di questi sperimenteranno anche il nuovo sound della dancehall digitale, il raggamuffin, negli anni successivi.
Early dancehall fu dunque un titolo, attribuito solo in seguito, alle prime forme di dancehall raggae, per distinguerlo dai sottogeneri più recenti, nati attorno alla metà degli anni ottanta, che vennero contaminati dalle sonorità digitali (Raggamuffin, Hardcore ragga) o dal Rap (Ragga rap). In origine infatti le prime forme di dancehall reggae non presentavano sonorità sintetizzate, mentre solo una parte di essa era cantata dai dj in forma parlata in stile toasting. Come già accennato, l'early dancehall vedeva anche una larga parte guidata dai cantanti veri e propri, come Barrington Levy, Little John, Cocoa Tea, Frankie Paul, Sugar Minott, Johnny Osbourne, Michael Prophet, Beres Hammond, Garnett Silk, Spanner Banner, Anthony Red Rose, Wayne Wonder e molti altri. In effetti, benché il dancehall reggae più spesso associato alla musica dei dj, questo genere era rappresentato in buona parte da cantanti tradizionali, i quali crearono le basi per questo sound trascinando questa tradizione fino ai giorni nostri. Va detto che il dancehall reggae fu uno stile pensato per i dj, perché, come il dj style, anch'esso veniva suonato principalmente nelle dancehall. Infatti, come nel dj style venivano riutilizzati dei riddim già esistenti, anche la prima dancehall riproponeva vecchi riddim per le basi musicali. La differenza tra i due generi erano svariate. Sulle basi dj style venivano suonati i pezzi originali su vinile spesso inalterati e di qualsiasi sottogenere, e veniva solamente esclusa la parte vocale originale oppure alternata con l'intervento del dj. Nel dancehall reggae i riddim erano solitamente versioni rocksteady e early reggae risuonate e rielaborate da una backing band, che rendevano la dancehall un genere vero e proprio sul piano strumentale, a prescindere dallo stile di canto eseguito.
Da una parte viene riconosciuto Barrington Levy come il pioniere della dancehall in forma cantata con i suoi primi LP nel 1979. Egli fu uno dei più emblematici cantanti dancehall, presentandosi in contrasto con l'ondata dei dj nei primi anni ottanta, ed il suo debutto discografico, Bounty Hunter (1979), è indicato da molti come il primo album dancehall. Contemporaneamente, per la dancehall dei dj - il rub-a-dub - furono Michigan & Smiley, sempre nel 1979, ad esserne considerati i capostipiti con il loro album Rub-A-Dub Style. Questa considerazione comunque può considerarsi parziale, visto che alcuni dei dj degli ultimi anni settanta, come Ranking Joe, Clint Eastwood, Lone Ranger, General Echo, Ranking Trevor, Prince Mohammed, Ranking Dread, Prince Far I, Jah Thomas, fecero da ponte tra l'era dj style, e il primo periodo del dancehall reggae dei dj, presentandosi in contemporanea con l'esordio di Michigan & Smiley all'interno della prima scena dancehall in toasting.